# Oxyura
Oxyura – rodzaj ptaków z podrodziny sterniczek (Erismaturinae) w obrębie rodziny kaczkowatych (Anatidae).

## Zasięg występowania
Rodzaj obejmuje gatunki występujące na wszystkich kontynentach oprócz Antarktydy.

## Morfologia
Długość ciała 35–51 cm, rozpiętość skrzydeł 53–70 cm; masa ciała 476–1300 g.

## Systematyka
Rodzaj zdefiniował w 1828 roku francuski zoolog Karol Lucjan Bonaparte w artykule poświęconym systematyce północnoamerykańskich ptaków opublikowanym w czasopiśmie Annals of the Lyceum of Natural History of New York. Gatunkiem typowym jest (oznaczenie monotypowe) sterniczka jamajska (O. jamaicensis).

### Etymologia
- Oxyura: gr. οξυς oxus ‘ostry, spiczasty’; ουρα oura ‘ogon’[12].
- Cerconectes: gr. κερκος kerkos ‘ogon’; νηκτης nēktēs ‘pływak’, od νηχω nēkhō ‘pływać’[13]. Gatunek typowy (oryginalne oznaczenie): Anas mersa Pallas, 1773 (= Anas leucocephala Scopoli, 1769).
- Erismatura (Erimistura): gr. ερεισμα ereisma, ερεισματος ereismatos ‘podpora’; ουρα oura ‘ogon’[14].
- Gymnura: gr. γυμνος gumnos ‘goły, obnażony’; ουρα oura ‘ogon’[15].
- Undina: w nowożytnym micie (stworzonym przez szwajcarskiego lekarza i chemika Paracelsusa (zm. 1541)) Undine lub Undina była żeńskim duchem wody, od łac. unda ‘woda, fala’[16]. Gatunek typowy (oznaczenie monotypowe): Anas leucocephala Scopoli, 1769.
- Bythonessa: gr. βυθος buthos ‘otchłań, dno’; νησσα nēssa ‘kaczka’[17]. Gatunek typowy (oznaczenie monotypowe): Anas leucocephala Scopoli, 1769.
- Plectrura: gr. πληκτρον plēktron ‘ostrze włóczni’; ουρα oura ‘ogon’[18].
- Pervicauda: łac. pervicax, pervicacis ‘mocny, sztywny’, od per- ‘bardzo’; vincere ‘przezwyciężać’; cauda ‘ogon’[19]. Gatunek typowy (oznaczenie monotypowe): Oxyura australis Gould, 1837.

### Podział systematyczny
Do rodzaju należą następujące gatunki:
- Oxyura vittata (R.A. Philippi, Sr., 1860) – sterniczka argentyńska
- Oxyura jamaicensis (J.F. Gmelin, 1789) – sterniczka jamajska
- Oxyura australis Gould, 1837 – sterniczka australijska
- Oxyura maccoa (Eyton, 1838) – sterniczka afrykańska
- Oxyura leucocephala (Scopoli, 1769) – sterniczka zwyczajna